# شيلي مارس
شيلي مارس (بالإنجليزية: Shelly Mars)‏ هي ممثلة أمريكية، ولدت في 1960 في سيلينا في الولايات المتحدة.

## وصلات خارجية
- شيلي مارس على موقع IMDb (الإنجليزية)
- شيلي مارس على موقع قاعدة بيانات الفيلم (الإنجليزية)